# Bègles
Bègles (gaskonsko Begla) je južno predmestje Bordeauxa in občina v jugozahodnem francoskem departmaju Gironde regije Akvitanije. Leta 2008 je naselje imelo 24.999 prebivalcev.

## Geografija
Naselje leži na jugu Bordeauxa, ob levem bregu reke Garone.

## Uprava
Bègles je sedež istoimenskega kantona, vključenega v okrožje Bordeaux.

## Zanimivosti
- dvorca Château de Francs iz 16. in Château du Dorat iz 18. stoletja,
- cerkev sv. Petra iz 13. stoletja.

## Pobratena mesta
- Bray (Irska),
- Collado Villalba (Madrid, Španija),
- Suhl (Turingija, Nemčija).